# Ballyhoo (videogioco)
Ballyhoo è un videogioco di avventura testuale pubblicato nel 1986 per molti home computer e personal computer dalla Infocom. È un giallo ambientato in un circo; il titolo è un'espressione inglese per "clamore pubblicitario".
Uscirono versioni per Amiga, Amstrad CPC, Amstrad PCW, Apple II, Atari 8-bit, Atari ST, Commodore 64, Macintosh, MS-DOS, MSX, Tatung Einstein, TI-99/4A (versione edita da Asgard Software nel 1989, si sospetta che non fosse autorizzata), TRS-80, TRS-80 CoCo e sistemi operativi CP/M. Un'edizione per Apple IIGS uscì solo nella raccolta The Lost Treasures of Infocom.

## Trama
Dopo lo spettacolo del circo di Tomas Munrab, il protagonista senza nome si trattiene a curiosare nei retroscena e sente per caso una conversazione tra Munrab e un investigatore locale. La piccola figlia di Munrab è stata rapita e l'investigatore ha l'aria di un incompetente. Il protagonista decide di indagare autonomamente e presto sospetta che il misfatto sia opera di qualcuno interno al circo e la bambina sia tenuta nascosta nei paraggi. Il gioco si svolge sul terreno del circo, aggirandosi tra tendone, carrozzoni e serragli, e interagendo con il bizzarro personale e gli animali.

## Modalità di gioco
Ballyhoo è un'avventura puramente testuale solo in inglese, priva di illustrazioni grafiche in tutte le sue versioni. Il livello di difficoltà dichiarato da Infocom è Standard (il secondo su quattro).
Come in gran parte dei giochi della Infocom, il protagonista può spostarsi in un numero non molto elevato di luoghi. In quasi tutte le versioni è presente una linea fissa in cima allo schermo che riporta sempre il nome del luogo attuale, il punteggio accumulato e il numero di azioni effettuate in tutta la partita.
A differenza delle precedenti avventure gialle della Infocom (linea Mystery), come Deadline, non c'è uno scorrimento in tempo reale degli eventi, i quali evolvono solo in base alle azioni del giocatore, come avviene più normalmente nelle avventure.
Secondo il manuale il vocabolario riconosciuto è di oltre 900 parole. Sono possibili comandi anche sotto forma di frasi complesse, con più azioni concatenate o più oggetti coinvolti. Si possono utilizzare tra l'altro i pronomi IT ("esso") e ALL ("tutto"), fare domande con WHO IS ("chi è"), WHAT IS ("cos'è") e WHERE IS ("dov'è"), rivolgersi a personaggi premettendone il nome seguito da virgola.
Altre funzioni notevoli sono il comando OOPS, che permette di correggere un'eventuale singola parola sbagliata nella frase digitata in precedenza, e la possibilità di variare la quantità di dettaglio delle descrizioni dei luoghi mostrate a video.
C'è la possibilità di salvare la partita su disco.

## Materiale
Le edizioni originali di Ballyhoo, come altre avventure Infocom, contengono i cosiddetti feelie, oggetti materiali decorativi e rappresentativi dell'ambientazione, talvolta contenenti indizi per il gioco. Sono inclusi un biglietto del circo, un palloncino e una pubblicità dell'elisir del dott. Nostrum, inoltre la prima parte del manuale rappresenta un opuscolo pubblicitario del circo di Tomas Munrab.

## Sviluppo
Il testo di Ballyhoo fu scritto dal giornalista Jeff O'Neill ed è la sua prima opera realizzata per la Infocom, dopo essere stato assunto nel 1984 come collaudatore di giochi. Fu l'ultimo gioco prodotto dalla Infocom come società indipendente; quando uscì a febbraio 1986 l'azienda era crollata nel giro di un anno e stava già cercando di essere acquisita. L'unico altro titolo portato a termine da O'Neill fu Nord and Bert.

## Accoglienza
La critica europea e americana dei suoi tempi fu generalmente molto positiva nei confronti di Ballyhoo.
All'epoca le avventure della Infocom, sebbene di prezzo non economico, erano considerate di massimo livello; tuttavia le riviste Zzap! e Amstrad Action ritennero Ballyhoo leggermente al di sotto degli standard molto elevati dell'azienda, pur giudicandolo comunque molto bene (Zzap! assegnò un voto di 88%, mentre era abituata a superare il 90% con la Infocom).
Il gioco non ebbe grande successo commerciale e non riuscì a superare le 30 000 copie vendute complessivamente. Nel tempo divenne uno dei giochi meno ricordati e meno notevoli della Infocom. Secondo K, insieme all'altro titolo di Jeff O'Neill Nord and Bert, è la peggiore avventura dell'azienda.